# Worm Infested
Worm Infested — музичний альбом гурту Cannibal Corpse. Виданий 1 липня 2003 року лейблом Metal Blade Records. Загальна тривалість композицій становить 22:42. Альбом відносять до напрямку death metal.

## Список пісень
1. «Systematic Elimination»
2. «Worm Infested»
3. «Demon's Night» (Accept cover)
4. «The Undead Will Feast» (ремейк Eaten Back to Life)
5. «Confessions» (Possessed cover)
6. «No Remorse» (Metallica cover)